# Cyanoradikal

Föredraget IUPAC-namn: Azanylidynemethyl
Andra namn:
Cyanyl
Nitril
Cyano
Isocyano

Cyanoradikal eller cyanidoradikal (CAS nummer 2074-87-5) är en radikal med molekylformel CN, ibland skriven •CN. Cyanoradikalen var 1938 en av de första upptäckta molekylerna i det interstellära mediet. Dess upptäckt och analys hade stor betydelse inom astrokemin. Upptäckten bekräftades med en coudéspektrograf, som blev känd och trovärdig på grund av denna upptäckt. •CN har observerats i både diffusa moln och täta moln. Vanligtvis upptäcks •CN i regioner med vätecyanid, väteisocyanid och HCNH+ eftersom det är involverat i skapandet och destruktionen av dessa ämnen.

## Fysiska egenskaper
Bindningen i cyanoradikalen kan beskrivas som en kombination av två resonansstrukturer: strukturen med den oparade elektronen på kolet är den mindre bidragsgivaren, medan strukturen med den oparade elektronen på kvävet (isocyanoradikalen) är den största bidragsgivaren. Laddningsseparationen i isocyanoradikalen liknar kolmonoxid. •CN har ett dipolmoment på 1,45 debye och ett 2Σ+ elektronisk grundtillstånd. Urvalsreglerna är:
{\displaystyle {\begin{aligned}N+S&=J\\J+I&=F\end{aligned}}}
där N är rörelsemängdsmoment, S är elektriskt spinn, och I = 1 är kärnspinn hos 14N.

## Rekombination och destruktion av•CN

### Rekombination
Dissociativ rekombination i diffusa moln:
- HCN+ + e− → •CN + H•

Fotodissociation i täta moln:
- HCN + hν → •CN + H•

### Destruktion
- H3+ + •CN → HCN+ + H2

## Identifiering av •CN
En spektrallinje av •CN upptäcktes 1938 i det interstellära mediet i ultraviolett våglängd, och identifierades 1940 av Andrew McKellar. Coudéspektrografen och ett 2,5-meters teleskop användes för att observera •CN:s interstellära linjer och ultravioletta spektra. Användningen av spektrografen bekräftade McKellars fynd och gjorde även spektrografen välkänd. År 1970 upptäcktes •CN:s första rotationsövergång från J = 0 till J = 1 i Orionnebulosan och W51-nebulosan. Den första upptäckten av •CN i extragalaktiska källor sågs 1988 vid Bildhuggargalaxen (NGC 253), IC 342 och M82. De emissionslinjer som observerades var från N = 1 till N = 0 och N = 2 till N = 1. År 1991 observerades •CN-vibrationsrotationsband av National Solar Observatory genom att använda en McMath Fouriertransformspektrometer. De observerade 2 till 0-linjerna visar en extrem hyperfin struktur. År 1995 observerades  rotationsabsorptionspektrum av •CN i grundtillstånd i 1 THz-regionen, och de flesta linjerna mättes i intervallet 560 till 1020 GHz. Fyra nya rotationsövergångar mättes; N = 8 till N = 8, J = 15/2 till J = 17/2 och J = 17/2 till J = 19/2; N = 7 till N = 8, J = 15/2 till J = 17/2 och J = 13/2 till J = 15/2. 